# Meyrals
Meyrals é uma comuna francesa na região administrativa da Nova Aquitânia, no departamento Dordonha. Estende-se por uma área de 18,13 km². Em 2010 a comuna tinha 659 habitantes (densidade: 36,3 hab./km²).